# General Treviño
General Treviño là một đô thị thuộc bang Nuevo León, México. Năm 2005, dân số của đô thị này là 1476 người.